# ラード

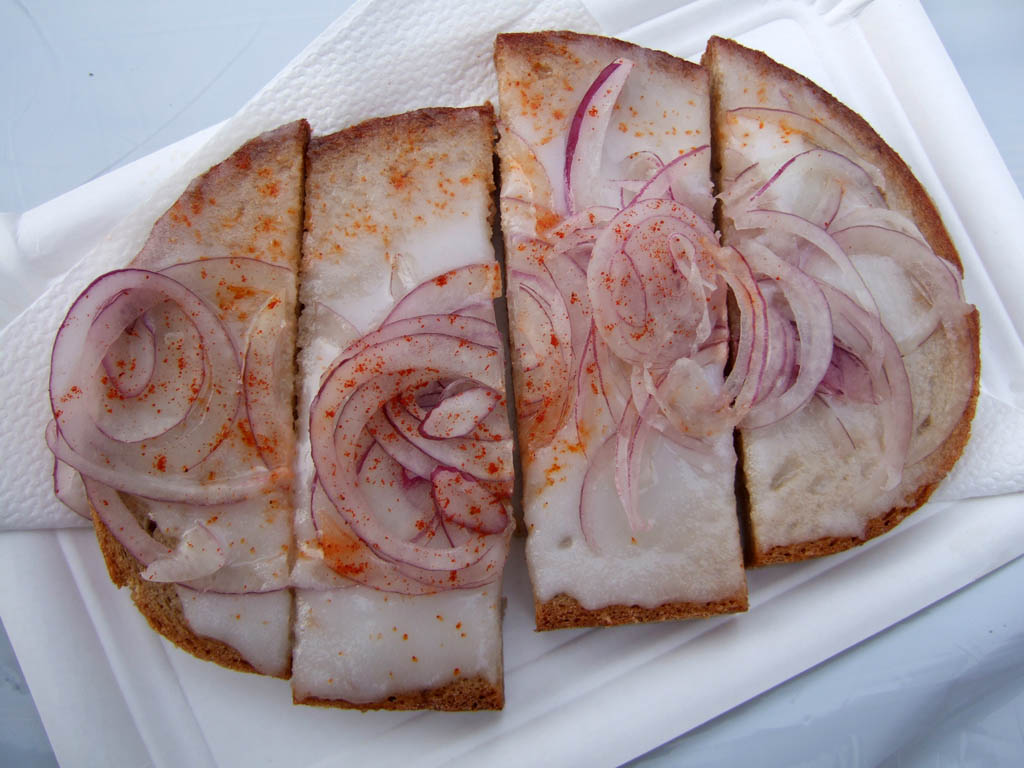
シュマルツブロート（ラードを塗ったパン）

ラード（英: lard、伊: strutto）、豚脂（とんし）は、調理に用いられる豚の脂肪全般。日本では豚の脂肪組織から精製した食用油脂を「ラード」と呼称する。なお、「ラルド」は豚肉の脂肪で構成された部位を塩漬けに加工した食材を指し、ラードとは別物である。

## 性質
ラード（豚脂）はヘット（牛脂）や羊脂などと同じく動物性油脂の一種である。常温では固体。
融点はヘット（牛脂）よりも低い。ただし、豚の一般成分は部位ごとに異なっており、豚肉の脂質は部位によって3.5 - 40%と開きがある。豚の皮下脂肪から取ったラードの場合、融点は34 - 40℃、ヨウ素価は57 - 66である。これに対し、豚の内臓脂肪から取ったラードの場合、融点は27 - 30℃、ヨウ素価は67 - 70である。
ヘットなどの動物性油脂と同じく、オレイン酸、パルミチン酸、ステアリン酸などで構成されるグリセリドを主成分とする。このほかラード（豚脂）はリノール酸も豊富である。

## 用途

### 食用
ラード（豚脂）は揚げ物・フライに使う揚げ油のほか、製菓や製パンの材料にも用いられる。また、ラーメンのスープには豚の背の部位の脂が背脂としてよく用いられ、スープの上一面に浮かぶためスープが冷めにくくなっている。
トンカツの名店では、豚の脂身からラードを毎日作って日々の営業に使用する店も少なくなく、廃棄物の再利用からこだわりの逸品に至るまで幅広いものとなっている。また、「肉屋のコロッケはうまい」との定評があるが、概して精肉店の揚げ物が家庭料理にない旨みをもつのは、新鮮なラードを揚げ油に使っているためといわれる。もっとも揚げたてを味わうにはよいが、冷めたものは脂っぽく腹にもたれるとする向きもある。衣の香ばしさを強調するときに選ぶべき食材ともされる。
フランスでは主に北および東の地域で、南西でもコンフィなどに使用される。
香港や台湾においてはラードを用いて作るラードご飯という料理があり、作り方によっては日本のバター醤油ご飯の要領でバターの代わりにラードを入れて作ることがある。
なお、動物性油脂の中では酸化しやすく風味を失いやすいため低温で保存することが必要である。

### 食用以外の用途
単独もしくは他の油脂類と混合する形で古くから潤滑用途に用いられてきた。単独（または牛脂との混合）ではグリスのような用途に、鉱油などの潤滑油に混合することで減摩剤などとして利用された。それらの多くは鉱油やその他の化学合成品に置き換わっていったが、ラードを硫化し極圧性や安定性、溶解性などを改善した「硫化ラード」はその特性から切削油や加工油として一時期多用された。現在においても硫化ラードは一部で使用されている。